# Pekka Saarelainen
Pekka Saarelainen (* 17. März 1967 in Helsinki) ist ein finnischer Curler.
Sein internationales Debüt hatte Saarelainen im Jahr 1993 bei der Curling-Europameisterschaft in Leukerbad, er blieb aber ohne Medaille. 2000 wurde er bei der EM in Oberstdorf Europameister.
Saarelainen spielte für Finnland bei den Olympischen Winterspielen 2002 in Salt Lake City als Ersatzspieler. Die Mannschaft schloss das Turnier auf dem fünften Platz ab.

## Erfolge
- Europameister 2000
- 3. Platz Europameisterschaft 2001